# Emma Coburn
Emma Jane Coburn (ur. 19 października 1990 w Boulder, w stanie Kolorado) – amerykańska lekkoatletka, specjalizująca się w biegach długodystansowych, brązowa medalistka igrzysk olimpijskich w Rio de Janeiro (2016) oraz mistrzyni świata z Londynu (2017).
Jedenasta zawodniczka biegu na 3000 metrów z przeszkodami podczas mistrzostw świata w Daegu (2011). Rok później zajęła 9. miejsce na igrzyskach olimpijskich w Londynie. Piąta zawodniczka światowego czempionatu w Pekinie (2015).
Złota medalistka mistrzostw Stanów Zjednoczonych. Stawała na najwyższym stopniu podium czempionatu NCAA.
Rekord życiowy w biegu na 3000 metrów z przeszkodami: 9:02,35 (30 września 2019, Doha).

## Osiągnięcia
| Rok  | Impreza                                   | Miejsce        | Konkurencja                   | Lokata      | Wynik   |
| ---- | ----------------------------------------- | -------------- | ----------------------------- | ----------- | ------- |
| 2011 | Mistrzostwa świata                        | Daegu          | bieg na 3000 m z przeszkodami | 11. miejsce | 9:51,40 |
| 2012 | Igrzyska olimpijskie                      | Londyn         | bieg na 3000 m z przeszkodami | 9. miejsce  | 9:23,54 |
| 2014 | Puchar interkontynentalny                 | Marrakesz      | bieg na 3000 m z przeszkodami | 1. miejsce  | 9:50,67 |
| 2015 | Mistrzostwa świata                        | Pekin          | bieg na 3000 m z przeszkodami | 5. miejsce  | 9:21,78 |
| 2016 | Igrzyska olimpijskie                      | Rio de Janeiro | bieg na 3000 m z przeszkodami | 3. miejsce  | 9:07,63 |
| 2017 | Mistrzostwa świata                        | Londyn         | bieg na 3000 m z przeszkodami | 1. miejsce  | 9:02,58 |
| 2019 | Mistrzostwa świata                        | Doha           | bieg na 3000 m z przeszkodami | 2. miejsce  | 9:02,35 |
| 2021 | Igrzyska olimpijskie                      | Tokio          | bieg na 3000 m z przeszkodami | –           | DQ      |
| 2022 | Mistrzostwa świata                        | Eugene         | bieg na 3000 m z przeszkodami | 8. miejsce  | 9:16,49 |
| 2023 | Mistrzostwa świata w biegach przełajowych | Bathurst       | drużyna mieszana              | 5. miejsce  | 24:32   |
| 2023 | Mistrzostwa świata                        | Budapeszt      | bieg na 3000 m z przeszkodami | eliminacje  | 9:41,52 |